# РГС-50
РГС-50 («50-мм ручной гранатомет специальный») — ручной гранатомёт, разработанный в конце 1980-х годов и поступивший на вооружение специальных подразделений КГБ, МВД СССР и внутренних войск. Серийное производство гранатомёта было начато в 1989 году на заводе имени В. А. Дегтярева. После распада Советского Союза РГС-50 сохранился на вооружении спецподразделений милиции (в том числе, ОМОН), внутренних войск и антитеррористических спецподразделений России и других бывших советских республик.

## Конструкция
Гранатомёт РГС-50 является гладкоствольным, однозарядным оружием, заряжаемым с казённой части. Отпирание и запирание канала ствола производится переламыванием системы наподобие охотничьего ружья. Для снижения отдачи РГС-50 оснащён гидропружинным амортизатором. Предохранитель неавтоматический, запирает шептало. Цевье отъёмное, крепится на стволе. Ширина гранатомёта составляет 78 мм. Прицел рамочный.

## Варианты и модификации
- РГС-50М (индекс СВ-1301/м) — модернизированный вариант, разработанный в конце 1990-х годов. Внесены изменения в конструкцию ударно-спускового механизма. Гидропружинный тормоз отката заменён на пружинный. Для более удобного удержания гранатомёта под стволом установлена складная рукоятка.

## Боеприпасы
Для стрельбы из РГС-50 и РГС-50М были разработаны несколько вариантов выстрелов, в том числе:
- ГС-50 и ГС-50М (индекс СВ-1301/1) — газовые гранаты, снаряжены ирритантом CN слезоточиво-раздражающего действия;
- ГС-50ПМ (индекс СВ-1301/2) — учебно-тренировочный (практический) выстрел.
- ГСЗ-50 (индекс СВ-1301/3) — выстрел с гранатой ослепляюще-оглушающего действия;
- ЭГ-50 (индекс СВ-1301/4) — выстрел ударно-шокового действия, с эластичной пулей;
- ЭГ-50М (индекс СВ-1301/5) — выстрел ударно-шокового действия, с зарядом 140 грамм резиновой картечи;
- ГВ-50 (индекс СВ-1301/6) — выстрел для выбивания замков;
- ГО-50 (индекс СВ-1301/7) — осколочная граната;
- ГК-50 (индекс СВ-1301/8) — кумулятивная граната, поражающая легкобронированную технику.
- ГД-50 (индекс СВ-1301/9) — дымовая граната;
- БК-50 — граната для разбивания стёкол.

## Страны-эксплуатанты

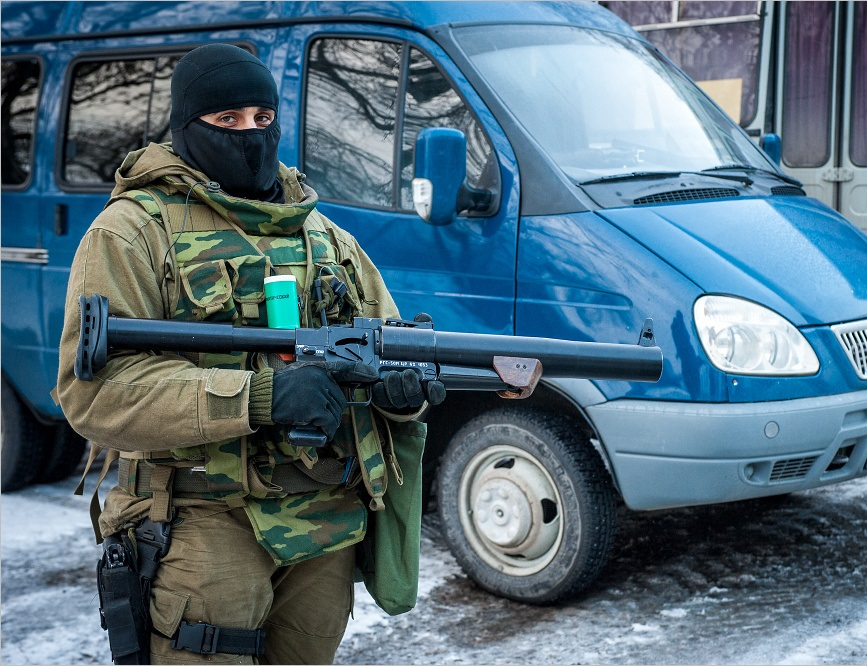
Боец специального отряда быстрого реагирования Росгвардии с ручным гранатометом РГС-50М

- Армения: РГС-50М находится на вооружении отдельных категорий сотрудников полиции[1];
- Россия: